# 키스 미 데들리
《키스 미 데들리》(영어: Kiss Me Deadly)는 1955년 개봉한 미국의 흑백 필름 느와르이다. 로버트 앨드리치가 감독과 공동각본을 맡았으며, 미키 스필레인의 동명 소설이 영화의 원작이다. 1999년 미국 국립영화등기부에 등재되었다.

## 출연

### 주연
- 랠프 미커
- 앨버트 데커

### 조연
- 폴 스튜어트
- 후아노 헤르난데즈
- 웨슬리 애디
- 마리언 카
- 마조리 베넷
- 맥신 쿠퍼

## 기타
- 원작자: 미키 스필레인
- 배역: 잭 머튼